# Lettres d'un homme mort
Pour plus de détails, voir Fiche technique et Distribution.
Lettres d'un homme mort (en russe : Письма мёртвого человека, Pisma myortvogo cheloveka) est un film soviétique réalisé par Konstantin Lopouchanski, sorti en 1986. Ce film évoquant les angoisses d'un peuple face au risque nucléaire, est sorti un mois avant la catastrophe nucléaire de Tchernobyl.

## Synopsis
Un homme qui s'avère par la suite être le professeur Larssen, écrit à son fils, dont il espère qu'il vit toujours. 
L'histoire se déroule dans une cité indéterminée, peu après un accident nucléaire d'une ampleur mondiale survenu lors d'un conflit militaire.
Le professeur Larssen, lauréat du prix Nobel, avec un petit groupe de survivants s'abrite dans le bunker protégé au sous-sol du musée où jadis travaillait sa femme, qui n'a pas eu le temps d'y descendre suffisamment vite et souffre de séquelles d'irradiation. Les Larssen sont sans nouvelles de leur fils Eric. 
Leurs compagnons d'infortune occupent leur esprit à dresser le bilan du passage de l'humanité dans l'univers ou à spéculer sur l'intérêt à laisser un message aux représentants des autres civilisations. Malgré l'abattement, tous s'efforcent à conserver une politesse dans leurs rapports et encouragent les uns les autres. Entre-temps, une visite de médecin en chef a lieu, pour déterminer qui va regagner le bunker central pourvu du dispositif de survie. Dans le groupe, se trouve une douzaine d'enfants, orphelins interdits de transfert, car seuls les enfants accompagnés de parents et en bonne santé sont susceptibles d'être secourus. 
L'ami de Larssen qui travaille dans l'infirmerie, le fournit en anti-douleurs dont sa femme ne peut se passer. Le professeur fait également un saut au marché noir dans l'espoir de trouver quelque chose pour la soulager, mais elle finit par mourir et sera enterrée dans la galerie à quelques pas de la pièce à vivre. 
Eric reste introuvable malgré les recherches frénétiques de son père qui sur son parcours brave les interdits de la loi martiale. Mais leur correspondance continue et prend forme d'une méditation sur les questions existentielles.
Vient le moment du départ pour le bunker central. Larssen refuse de quitter les enfants condamnés. Quand tout le monde est parti, il remonte avec eux à la surface.

## Fiche technique
- Titre : Lettres d'un homme mort
- Titre original : Письма мёртвого человека (Pisma myortvogo cheloveka)
- Réalisation : Konstantin Lopouchanski
- Scénario : Konstantin Lopouchanski, Viatcheslav Rybakov (ru), Alexeï Guerman, Boris Strougatski
- Directeur artistique : Elena Amchinskaïa, Viktor Ivanov
- Musique : Aleksandr Zhurbin
- Photographie : Nikolaï Pokoptsev
- Montage : Tatiana Poulina
- Son : Leonid Gavritchenko
- Maquillage : V.Saveliev
- Costumier : A.Sapounova, E.Chapkaits
- Rédaction : Tatiana Smorodinskaïa, Youri Pavlov
- Pays d'origine :  Union soviétique
- Production : Lenfilm
- Format : Couleurs - 1,85:1 - Mono - 35 mm
- Genre : Drame, science-fiction
- Durée : 83 minutes
- Date de sortie : 1986

## Distribution
- Rolan Bykov : professeur Larssen
- Vera Maïorova-Zemskaïa : Anna
- Vatslav Dvorjetski : pasteur
- Svetlana Smirnova : Teresa
- Iossif Ryklin
- Viktor Mikhaïlov
- Aleksandr Sabinin
- Nora Gryakalova
- Nikolaï Alkanov
- Vadim Lobanov
- Viatcheslav Vassiliev : médecin

## Récompenses
- Grand Prix du Festival international du film de Mannheim-Heidelberg 1986.